# Comitè Internacional per a la Conservació del Patrimoni Industrial
The International Committee for the Conservation of the Industrial Heritage (TICCIH), o Comitè Internacional per a la Conservació del Patrimoni Industrial, és una organització internacional dedicada a l'estudi de l'Arqueologia industrial i a la conservació, protecció, difusió i interpretació del Patrimoni industrial. Està integrat al comitè científic del patrimoni industrial de l'ICOMOS i és l'única xarxa mundial d'especialistes sobre aquesta disciplina.
El TICCIH és un organisme intel·lectual d'especialistes convençuts de la necessitat d'incloure al camp de la cultura patrimonial, els camps de la història de la tècnica, la història social i l'arquitectònica, la vessant industrial. També és un instrument de comunicació eficaç i una xarxa que, actualment, inclou la participació de seixanta nacions i cinc-cents membres.

## Història
El TICCIH es va fundar arran el "Primer Congrés Internacional per a la Conservació del Patrimoni Industrial" realitzat a Ironbridge, Anglaterra, en 1973. Aquell mateix any, l'organització ja havia començat la seva tasca de difusió fundant l'Ironbridge Gorge Museum Trust.
Uns dels pilars de les seus activitats són l'organització, cada tres anys, d'una conferència plenària amb diversos països del món (actualment n'hi porten tretze congressos), encontres científics professionals i fòrums des d'on s'han desenvolupat una ampla xarxa de contactes interpersonals i institucionals.
Des de la dècada de 1980, el TICCIH ha estat l'organisme assessor de l'ICOMOS per a la selecció dels monuments, llocs i paisatges de la indústria i de la industrialització per incloure'ls a la llista de Patrimoni de la Humanitat.

## Organització
El TICCIH és dirigit per un comitè designat pels representants dels diversos països, compost per setze membres efectius i tres membres honoraris.
L'actual president és Eusebi Casanelles, director del Museu de la Ciència i de la Tècnica de Catalunya.
La comissió està dividida en diverses seccions temàtiques dedicades a les diferents àrees d'estudi i d'intervenció:
- Agricultura i indústria alimentària
- Indústria elèctrica
- Metal·lúrgica
- Indústria minera
- Indústria del paper
- Indústria tèxtil
- Ferrocarrils
- Ponts
- Comunicacions
- Aigua